# ماهیچه پوستی گردن
ماهیچه پوستی گردن یا عضله پلاتیسما (به انگلیسی: Platysma muscle) یکی از ماهیچه‌های ناحیه گردن است. این عضله از انتهای فک تحتانی و چانه شروع و در ضخامت نیام سطحی گردن تا ناحیه سینه و ترقوه امتداد دارد. این عضله با ماهیچه جناغی‌پستانکی همپوشانی دارد.

## کارکرد
عصب حرکتی این ماهیچه از شاخه گردنی (سرویکال) عصب چهره‌ای (فاسیال) تأمین می‌شود. این عضله به‌طور ضعیف به باز کردن دهان کمک می‌کند و در صورتی‌که فک‌ها بهم فشرده و این ماهیچه منقبض گردد می‌تواند به بالا کشیدن پوست گردن و سینه کمک نماید. این ماهیچه در افراد مختلف متفاوت است گاه یک ورقه عضلانی کاملاً منسجم، گاه دارای الیاف بسیار ضعیف یا اینکه اصلاً وجود نداشته باشد.